# 이하라 신타로
이하라 신타로(일본어: 井原 伸太郎, 1991년 10월 21일~)는 일본의 축구 선수이다.

## 구단 경력
그는 2014년부터 2015년까지 라오 토요타에서 뛰었다. 2016년 일본 지역 리그의 J.FC 미야자키로 이적했다. 2017년 테게바자로 미야자키로 이적했다. 2018년부터 일본 풋볼 리그로 승격했다. 2020년 일본 풋볼 리그 준우승으로 J3리그로 승격했다. 2021년까지 109경기에 출전하여, 3득점을 넣었다. 2022년 가고시마 유나이티드 FC로 이적했다. 2023년 테게바자로 미야자키로 복귀했다. 2023년후 현역 은퇴.